# هبه امین
هبه امین (عربی: هبة أمين؛ زادهٔ ۱۹۸۰) نقاش و محقق اهل مصر است.
او اولین نمایشگاه نقاشی خود را در سال ۲۰۱۱ در اسلونی برگزار کرد. او بخاطر فعالیت‌های هنری خود بدنده جوایز زیادی شده‌است.